# Сартор, Отторино
Оттори́но Сарто́р (исп. Ottorino Sartor; 18 сентября 1945, Чанкай, Перу — 2 июня 2021) — перуанский футболист, вратарь. Один из лучших вратарей в истории перуанского футбола. Победитель Кубка Америки 1975 года, на котором являлся основным вратарём сборной Перу, и участник Чемпионата мира 1978 года, где был запасным вратарём.

## Карьера

### В сборной
В сборной Перу Отторино Сартор дебютировал 8 июня 1966 года в товарищеском матче со сборной Бразилии, завершившемся поражением перуанцев со счётом 1:3. В 1975 году в составе сборной Сартор принял участие в Кубке Америки, сборная Перу выиграла Кубок, а сам Сартор отыграл 9 матчей своей сборной, в которых пропустил 7 мячей. В 1978 году Сартор попал в заявку сборной на чемпионат мира, однако весь турнир просидел на скамейке запасных. Своё последнее выступление за сборную Сартор провёл в товарищеском матче против сборной Колумбии 18 июля 1979 года, тот матч перуанцы проиграли со счётом 0:1. Всего же за сборную Отторино Сартор сыграл 27 официальных матчей, в которых пропустил 33 гола.

## Достижения

### Командные
Сборная Перу
- Победитель Кубка Америки: 1975

 «Дефенсор Арика»
- Серебряный призёр чемпионата Перу: 1969
- Бронзовый призёр чемпионата Перу (2): 1965, 1970

 «Университарио»
- Бронзовый призёр чемпионата Перу: 1975

 «Тарма»
- Бронзовый призёр чемпионата Перу: 1980